# ليز ميلر
ليز ميلر (بالإنجليزية: Liz Miller)‏ هي جَرّاحة بريطانية، ولدت في 27 فبراير 1957 في بيدفورد في المملكة المتحدة.